# Église Saint-Pierre de Longvilliers

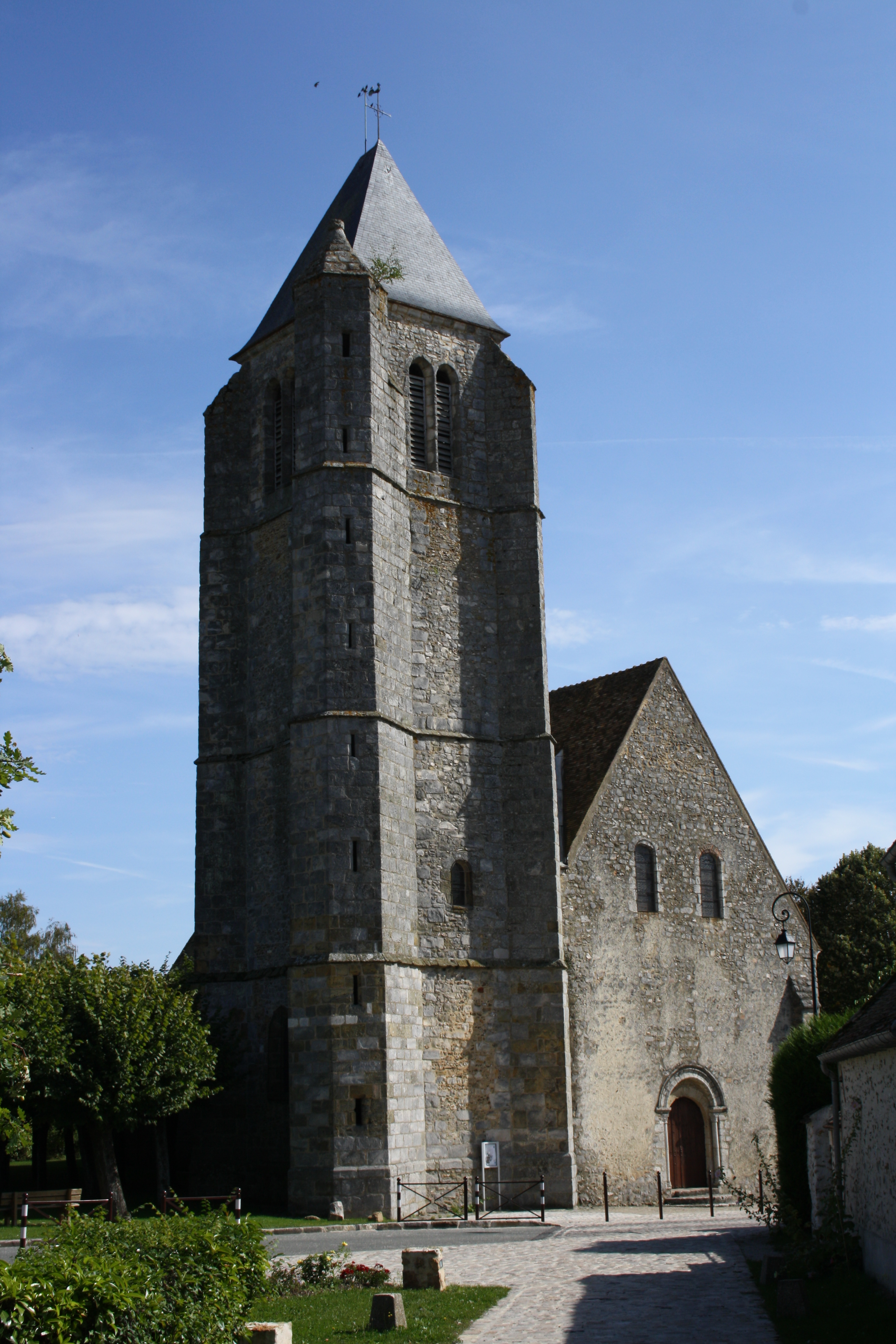
Clocher et façade ouest.

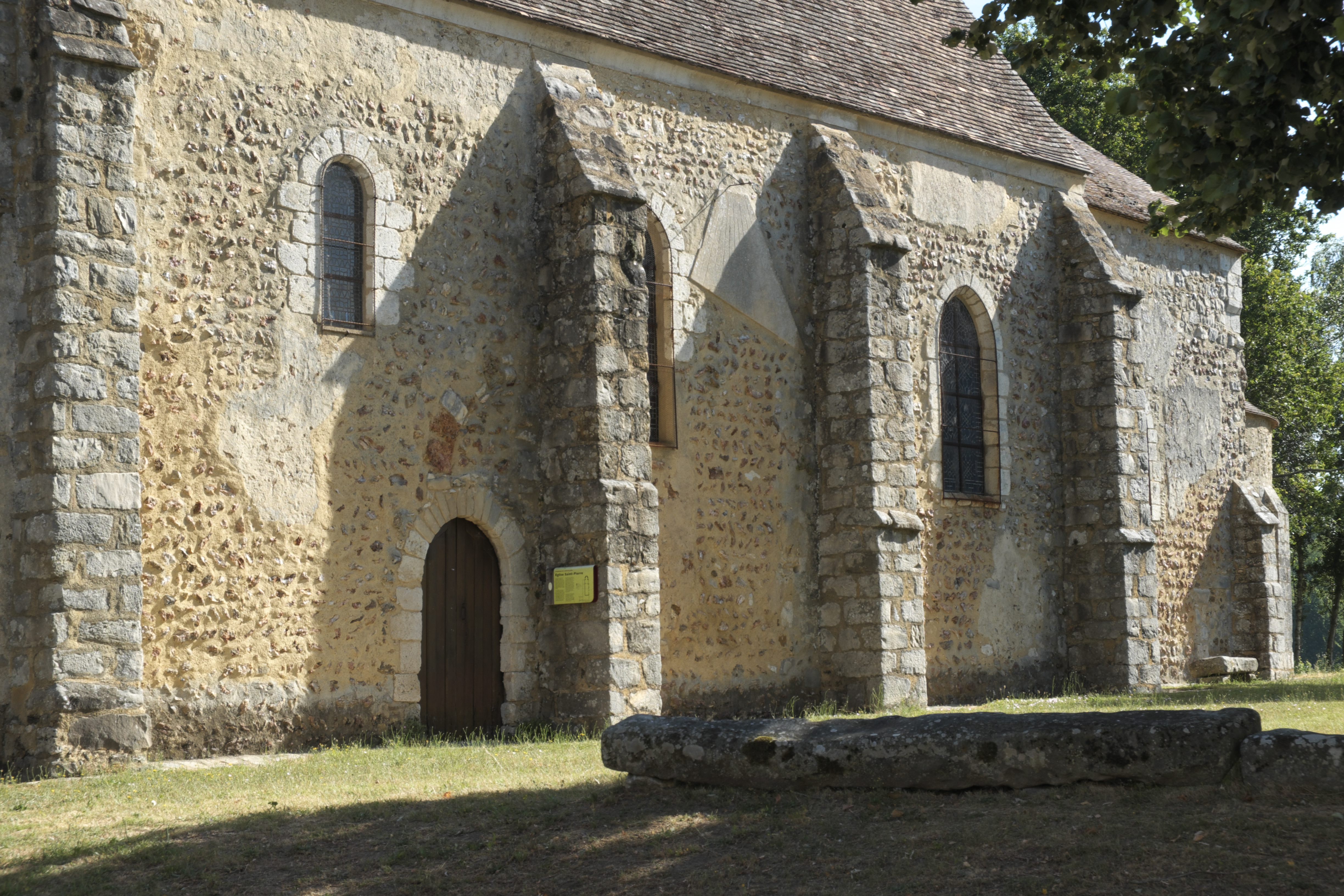
côté sud

L'église paroissiale catholique Saint-Pierre de Longvilliers, commune du département des Yvelines en région Île-de- France, est une ancienne église prieurale qui succède à une chapelle du VIIIe siècle. Elle est dédiée à l'apôtre Pierre. En 1950, le portail et le clocher sont inscrits sur la liste des monuments de France au titre des monuments historiques.

## Historique
Au VIIe siècle, des moines de l'abbaye Saint-Pierre des Fossés, ancien monastère situé à l'est de Paris dans l'actuel département du Val-de-Marne, fondent un prieuré à Longvilliers, autour duquel la ville se développe. Au VIIIe siècle, une chapelle dédiée à l'apôtre Pierre y fut construite, composée d'une petite abside et d'une nef. Cet édifice forme le chœur de l'église actuelle. Au Xe siècle, une nouvelle nef, plus vaste, est construite. A cette époque, l'abside est séparée du reste de l'édifice par un mur et sert de sacristie, tandis que la nef primitive devient le chœur de la nouvelle église. L'intérieur était recouvert d'un plafond en bois en forme de coque renversée. Au début du XIIe siècle, Guido Ier, comte de Rochefort, fait agrandir la nef vers le nord après son retour de croisade. Ce nouvel édifice fut consacré en 1130. Au nord de l'édifice a probablement été construit au XIIIe siècle le clocher, qui a également servi de tour de défense. Après 1448, l'église est reconstruite. Pendant les guerres de religion au XVIe siècle, l'église a été dévastée puis laissée à l'abandon. L'église a été réparée à la suite d'une restauration complète dans les années 1968 à 1970 et la sacristie actuelle a été ajoutée sur le côté nord.

## Architecture

### Construction extérieure
La nef et le chœur sont structurés par de puissants contreforts. Des maçonneries à chevrons sont encore visibles par endroits sur les murs extérieurs. Le clocher à quatre étages se dresse sur le côté nord de la façade ouest. Il est renforcé aux angles par des contreforts massifs et couvert d'un toit en croupe. Le beffroi est percé sur ses quatre côtés par des arcades sonores couplées en plein cintre.
Deux fenêtres cintrées sont taillées dans le pignon de la façade ouest autrement sans fioritures. Le portail occidental est du XIIe siècle. Il est entouré d'archivoltes et encadré de deux colonnes ornées de chapiteaux à volutes. Un personnage aux bras levés est représenté sur le chapiteau gauche et des grimaces sont visibles sur le chapiteau droit.

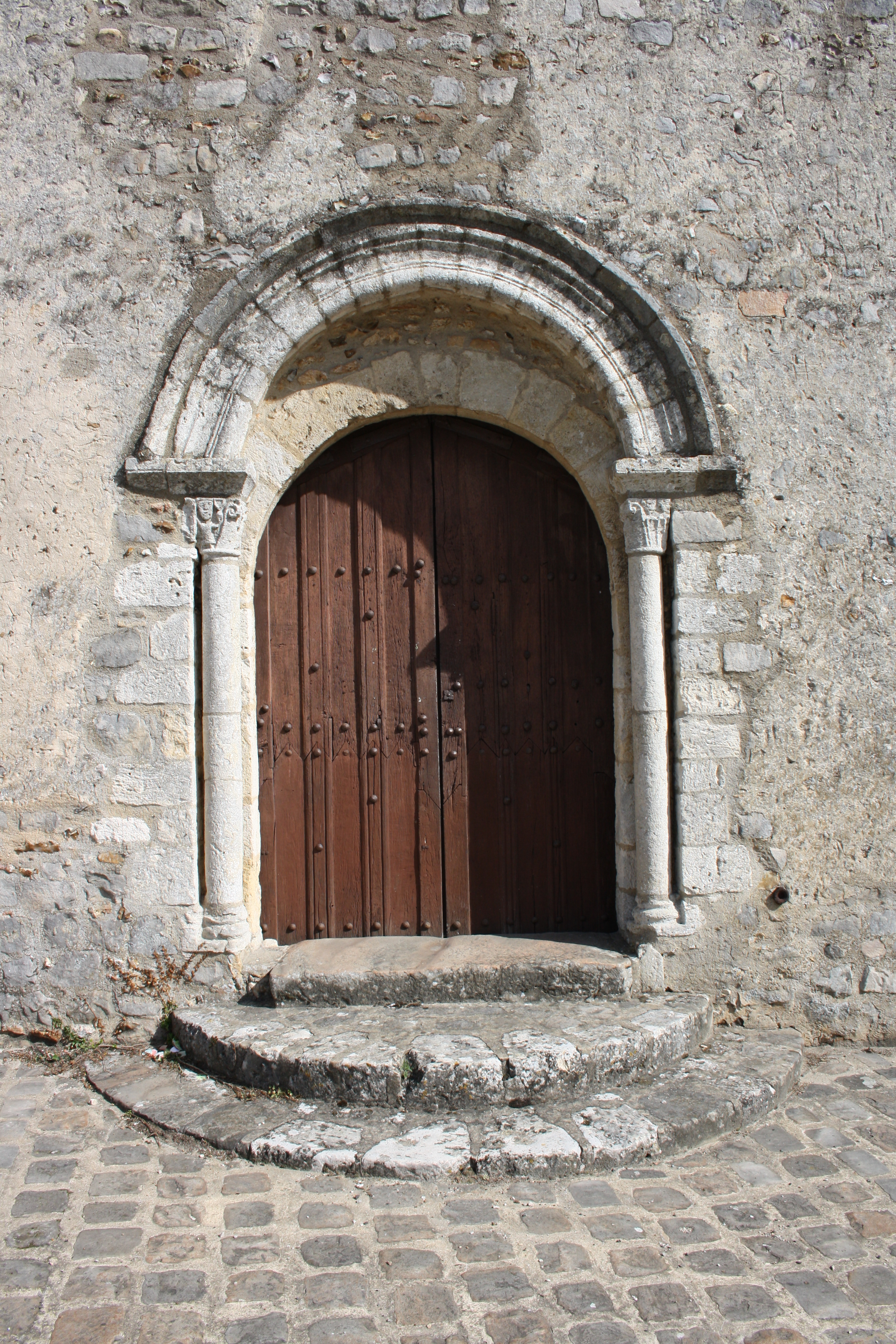
Portail ouest.
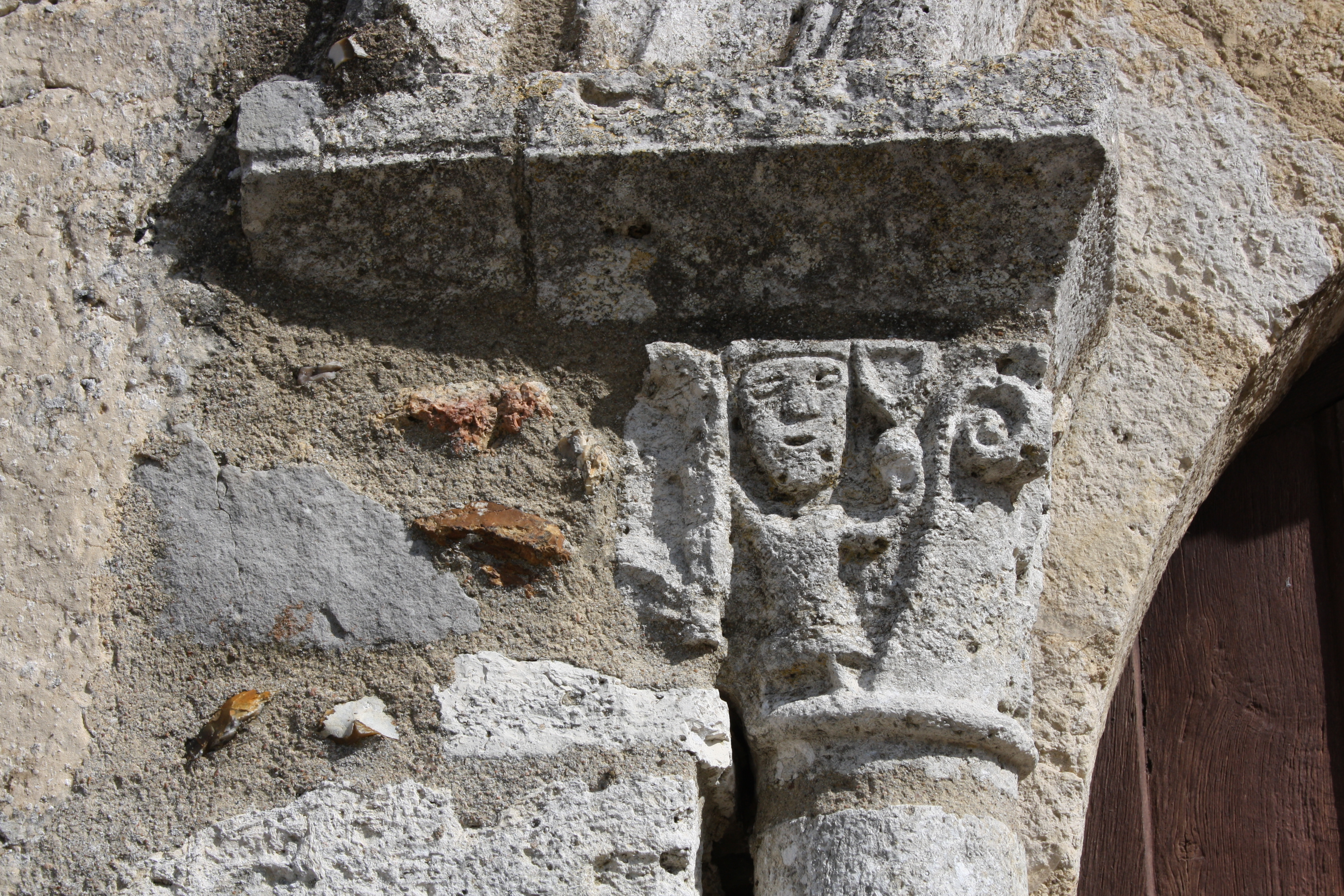
Chapiteau au portail ouest.
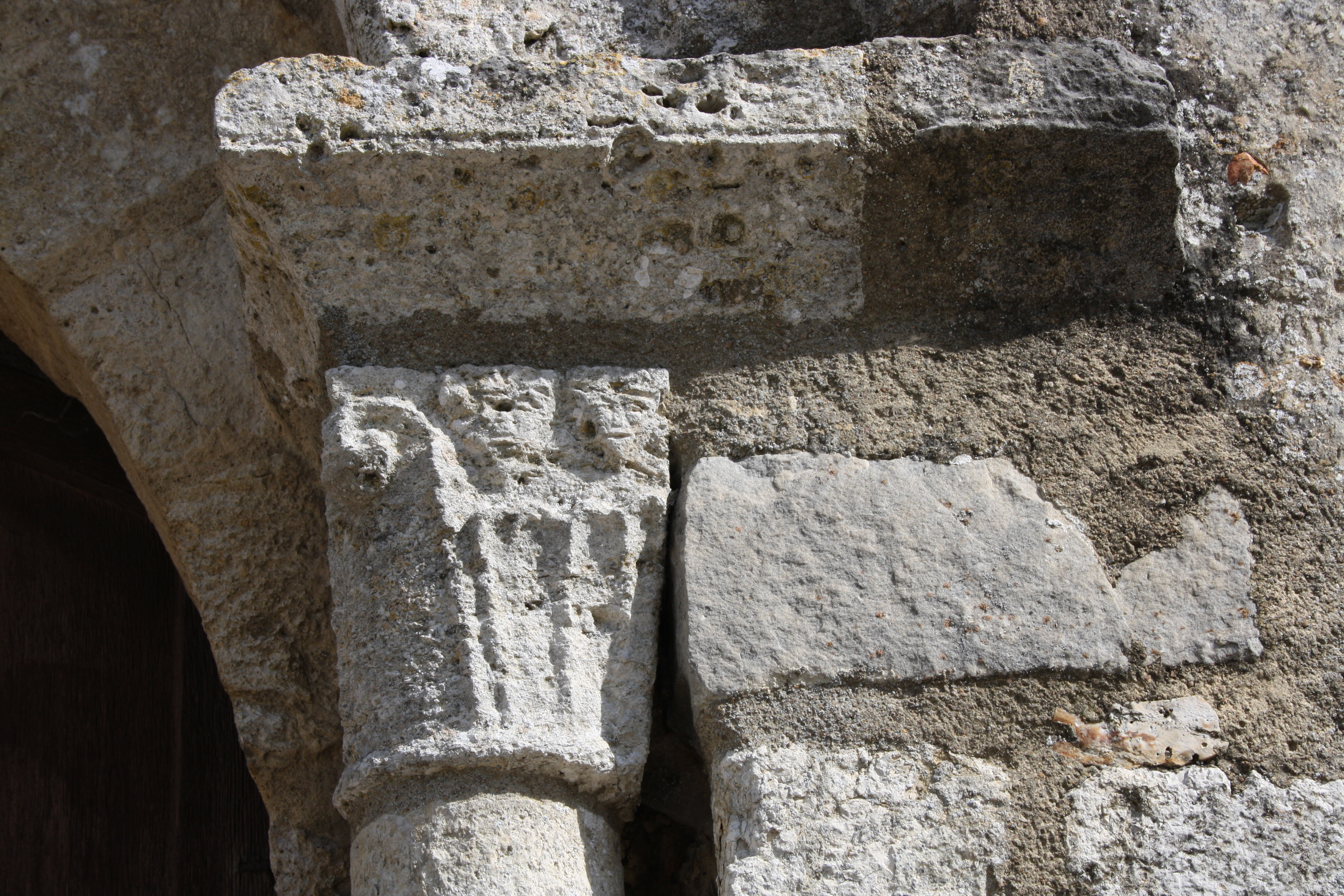
Chapiteau au portail ouest.

### Espace intérieur
La nef unique et le chœur sont éclairés par d'étroites fenêtres en plein cintre. Les vestiges de la voûte d'ogives d'origine et une console décorée d'un visage d'homme barbu sont encore conservés au rez-de-chaussée de la tour.

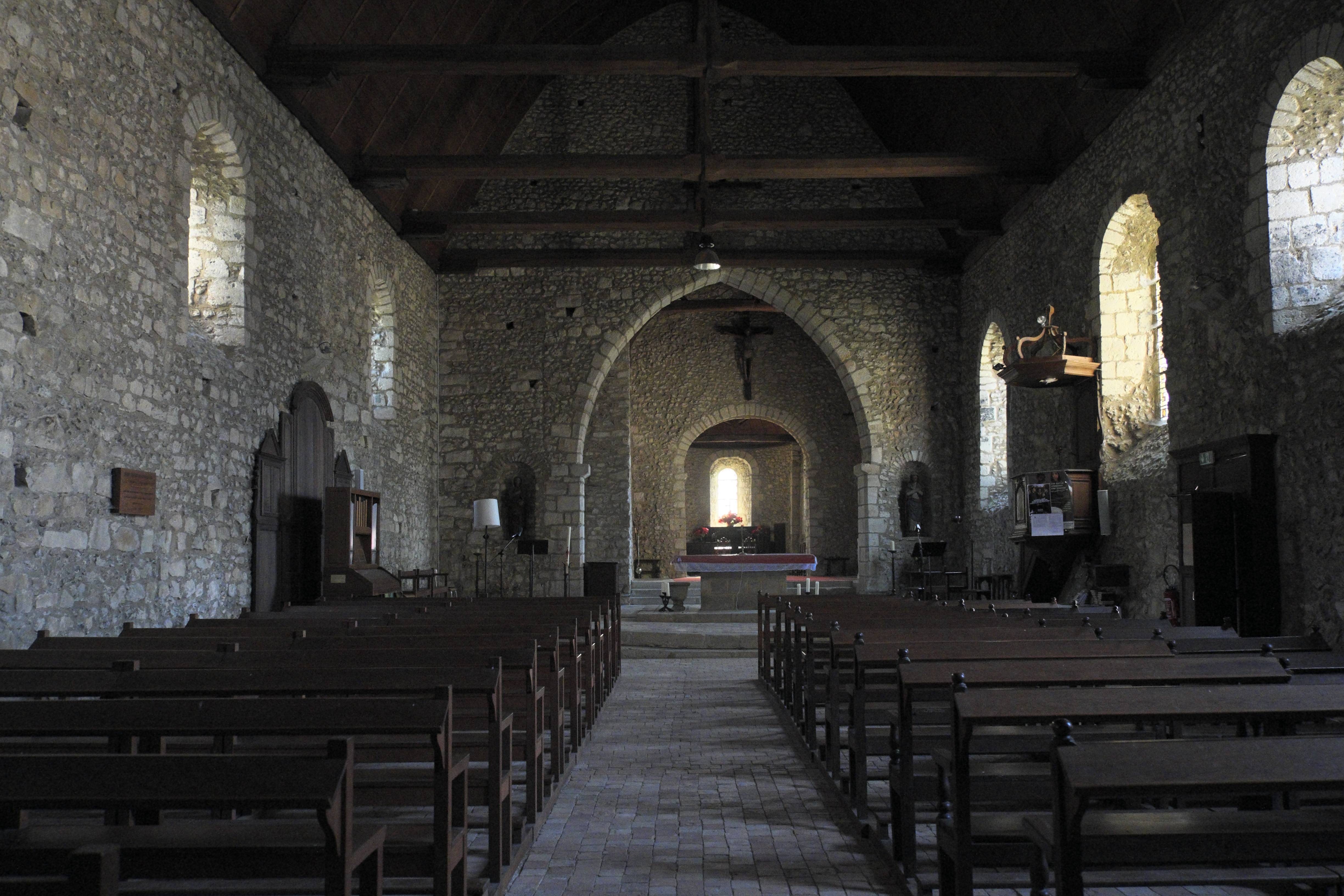
Espace intérieur.
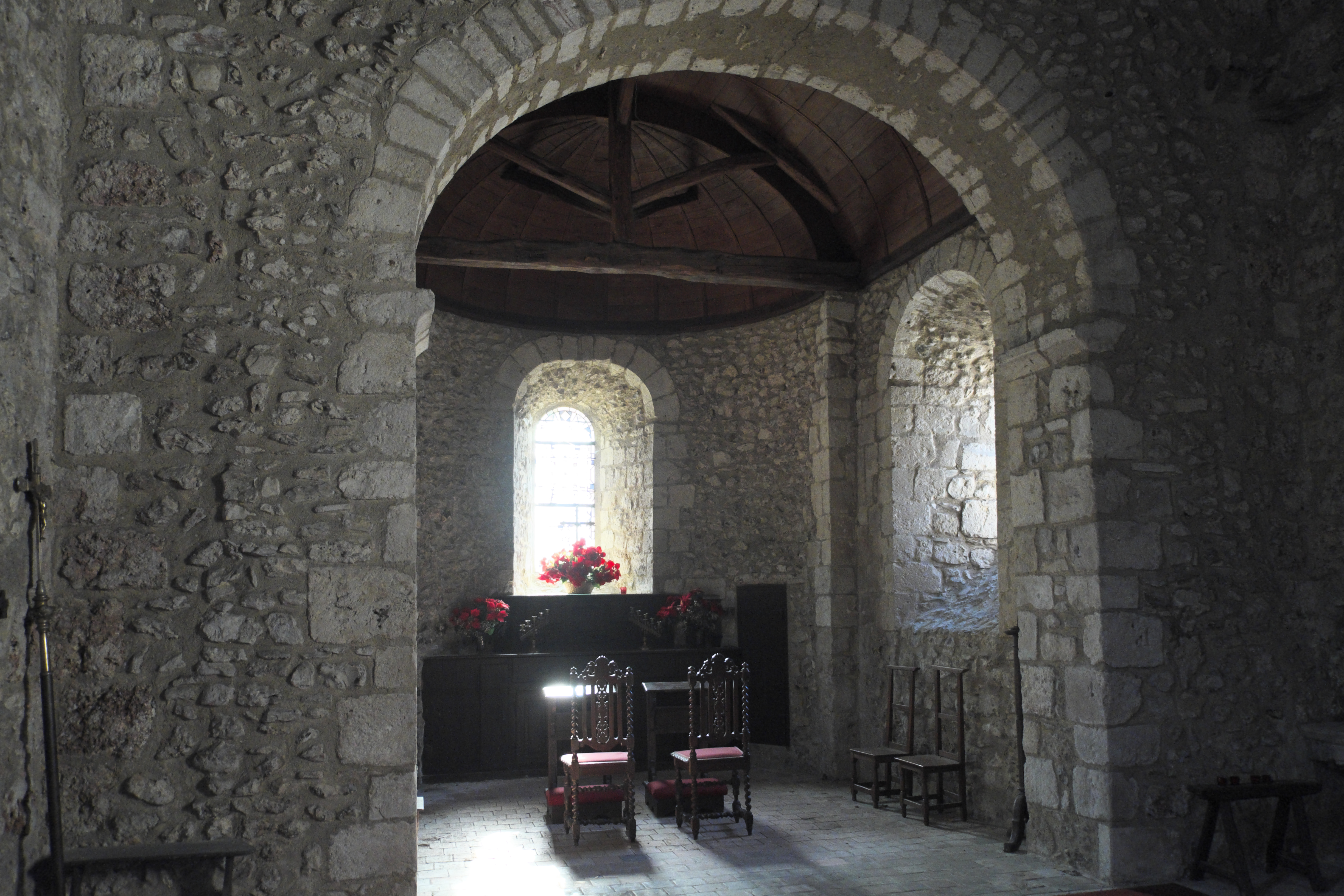
Abside.
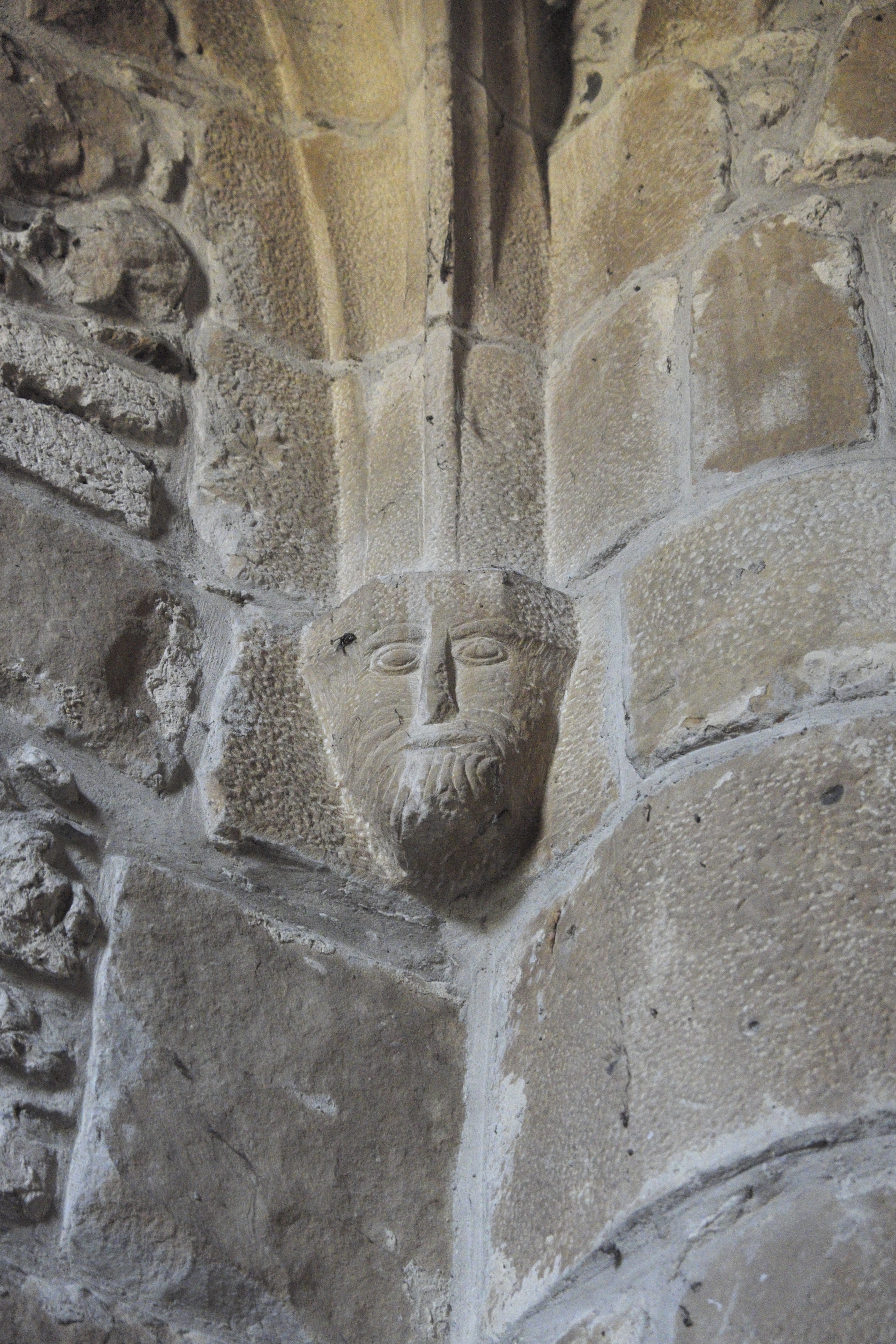
Console.

## Mobilier
- Le groupe sculptural coloré de l'Instruction de Marie est daté de la première moitié du XVIe siècle[2].
- Il y a un bénitier en pierre au portail ouest.

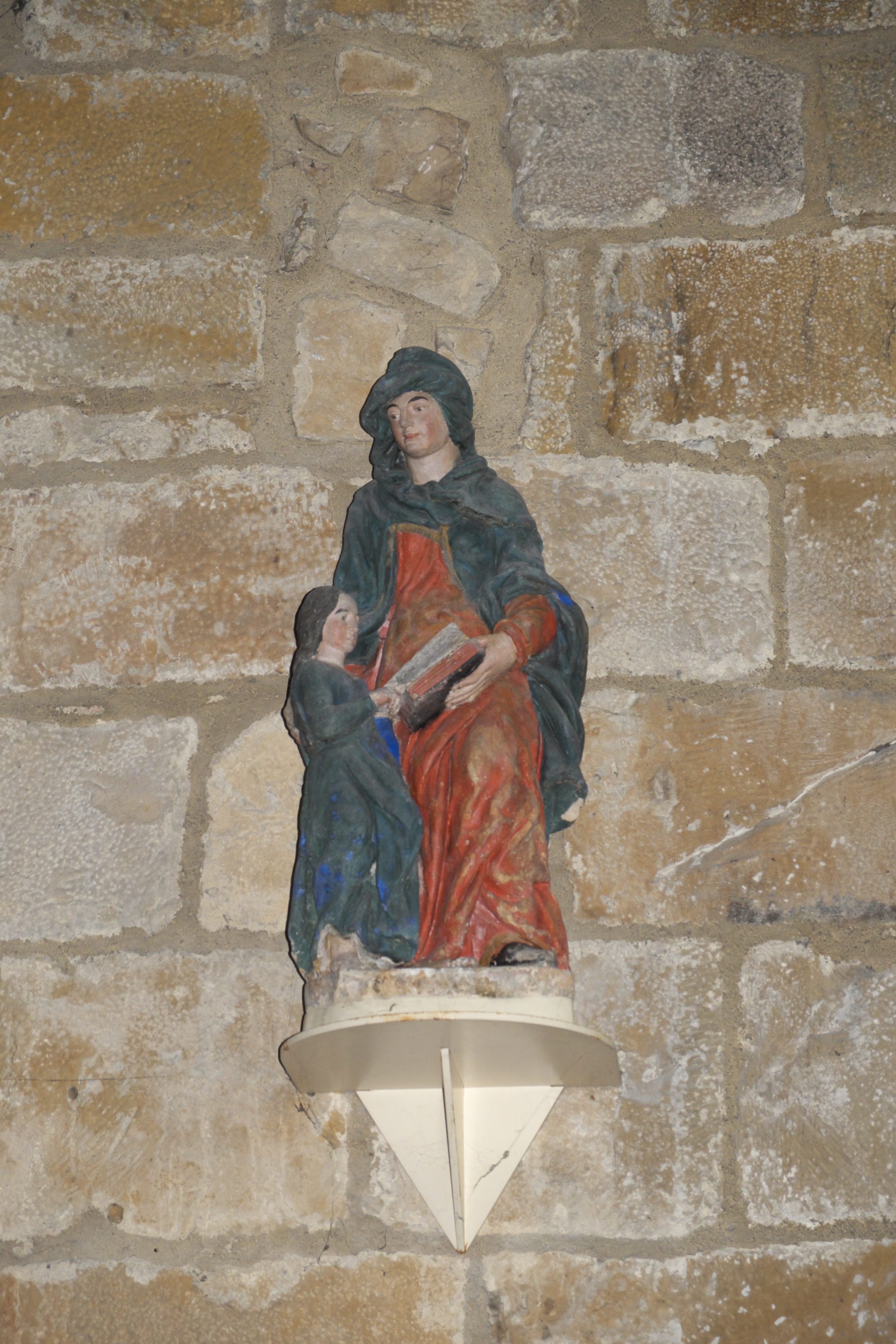
Instruction de Marie
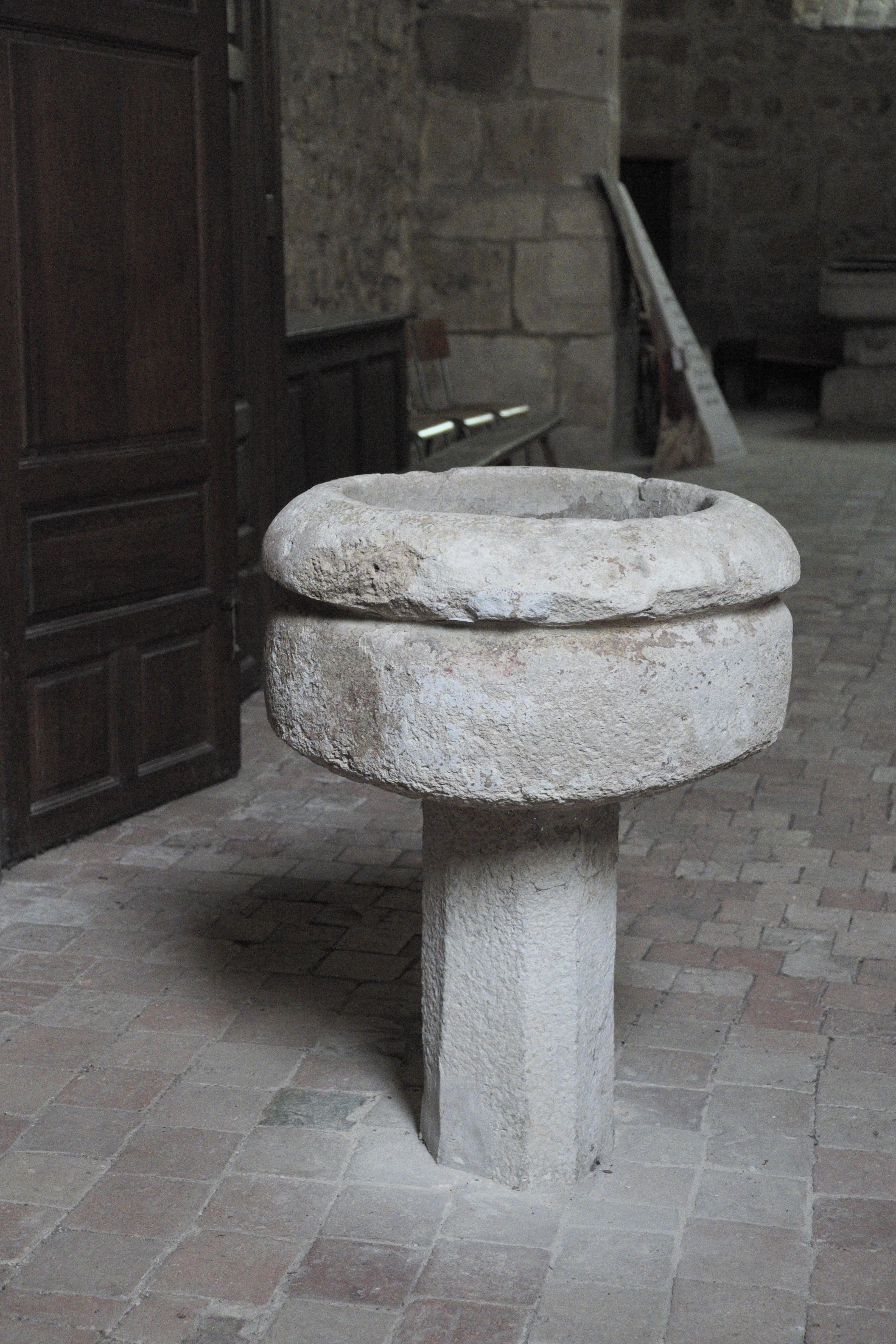
bénitier